# Налбандян, Нерсес
Нерсес Налбандян (арм. Ներսէս Նալպանտեան, англ. Nerses Nalbandian; 1915, Айнтап, Османская империя — 1977, Аддис-Абеба, Эфиопия) — эфиопский музыкант, композитор, музыкальный руководитель Национального театра в Аддис-Абебе, где он заложил фундамент современной эфиопской музыки. Его сочинения дали начало золотым годам эфиопской музыки. Написал известнейшие музыкальные произведения в стране. С 1930-х годов вплоть до своей смерти в 1977 году был главным оркестровым учителем, аранжировщиком и дирижером Эфиопии.       
Его дядя Геворг Налбандян — эфиопский композитор и дирижёр, автор музыки государственного гимна Эфиопской империи.      

## Биография
Родился в 1915 году в Айнтапе, Османская империя. Поселился в Алеппо, Сирия, после того, как его семья бежала от геноцида армян. 
Он работал учителем музыки и руководителем хора в армянской православной церкви в Сирии, прежде чем переехать в Эфиопию в 1938 году по приглашению своего дяди Геворга Налбандяна. 
За десятилетия работы учителем и исполнителем Налбандян поднялся до должности музыкального директора Театра Хайле Селассие в 1956 году. Его аранжировки эфиопской музыки для западных инструментов интерпретировали традиционные и оригинальные эфиопские мелодии через американский биг-бенд, заложив основу для развития современной эфиопской поп-музыки и джаза. 
Налбандян также сочинил оригинальный гимн Организации африканских государств (позднее Африканского союза), который будет исполнен на концерте 19 февраля
Его племянник Массимо Налбандян — живёт в Модене и является профессором классической гитары в консерватории «Джованни Баттиста Мартини» в Болонье.